# Oecanthus pictus
Oecanthus pictus – gatunek prostoskrzydłego z rodziny świerszczowatych.
Gatunek ten opisany został w 2015 roku przez Elisę Machado Milach i Edisona Zefę.
Owad o smukłym ciele długości od 9 do 11,6 mm, ubarwionym jasnozielono z ciemnym nakrapianiem. Głowa z białawym nadustkiem, pigmentowanymi paskami na policzkach i zielonymi (przyżyciowo) oczami, pozbawiona przyoczek. Potylica z parą równoległych linii zaocznych. Na drugim członie czułków obecna jest L-kształtna plama, natomiast kształt plamy na członie pierwszym wykazuje dużą zmienność. Przedplecze jest lekko owłosione. Przednie skrzydła są dłuższe od odwłoka, natomiast tylne sięgają tylko jego dwóch początkowych segmentów. Wzór na goleniach dwóch początkowych par nóg składa się kolejno z: 3 kropek, niepełnego pierścienia, 3 kropek i 4 par kropek. Przysadki odwłokowe są smukłe i znacznie krótsze od odwłoka. Na tergitach odwłoka występuje para poprzecznych pasków. Samca charakteryzują m.in.: V-kształtnie wcięty główny płat pseudepifalliczny i rozwidlony na przedzie skleryt endofalliczny.
Prostoskrzydły neotropikalny, znany tylko z brazylijskiego stanu Rio Grande do Sul, gdzie spotykany jest na plantacjach tytoniu.